# Xylomya sauteri
Xylomya sauteri är en tvåvingeart som först beskrevs av James 1939.  Xylomya sauteri ingår i släktet Xylomya och familjen lövträdsflugor.
Artens utbredningsområde är Taiwan. Inga underarter finns listade i Catalogue of Life.